# Mecze reprezentacji Polski w piłce nożnej mężczyzn prowadzonej przez Jerzego Brzęczka
Zestawienie spotkań reprezentacji Polski pod wodzą Jerzego Brzęczka.
 Kadencja Jerzego Brzęczka na stanowisku selekcjonera reprezentacji Polski, trwała od 12 lipca 2018 do 18 stycznia 2021 roku.

## Oficjalne międzynarodowe spotkania
| Nr | Przeciwnik           | Miejsce            | Data                 | Impreza         | Wynik (Polska – przeciwnik) | Przypisy |
| -- | -------------------- | ------------------ | -------------------- | --------------- | --------------------------- | -------- |
| 1  | Włochy               | Bolonia            | 7 września 2018      | LN 2018/19      | 1:1                         | [ 2 ]    |
| 2  | Irlandia             | Wrocław            | 11 września 2018     | mecz towarzyski | 1:1                         | [ 3 ]    |
| 3  | Portugalia           | Chorzów            | 11 października 2018 | LN 2018/19      | 2:3                         | [ 4 ]    |
| 4  | Włochy               | Chorzów            | 14 października 2018 | LN 2018/19      | 0:1                         | [ 5 ]    |
| 5  | Czechy               | Gdańsk             | 15 listopada 2018    | mecz towarzyski | 0:1                         | [ 6 ]    |
| 6  | Portugalia           | Guimarães          | 20 listopada 2018    | LN 2018/19      | 1:1                         | [ 7 ]    |
| 7  | Austria              | Wiedeń             | 21 marca 2019        | elim. EURO 2020 | 1:0                         | [ 8 ]    |
| 8  | Łotwa                | Warszawa           | 24 marca 2019        | elim. EURO 2020 | 2:0                         | [ 9 ]    |
| 9  | Macedonia Północna   | Skopje             | 7 czerwca 2019       | elim. EURO 2020 | 1:0                         | [ 10 ]   |
| 10 | Izrael               | Warszawa           | 10 czerwca 2019      | elim. EURO 2020 | 4:0                         | [ 11 ]   |
| 11 | Słowenia             | Lublana            | 6 września 2019      | elim. EURO 2020 | 0:2                         | [ 12 ]   |
| 12 | Austria              | Warszawa           | 9 września 2019      | elim. EURO 2020 | 0:0                         | [ 13 ]   |
| 13 | Łotwa                | Ryga               | 10 października 2019 | elim. EURO 2020 | 3:0                         | [ 14 ]   |
| 14 | Macedonia Północna   | Warszawa           | 13 października 2019 | elim. EURO 2020 | 2:0                         | [ 15 ]   |
| 15 | Izrael               | Jerozolima         | 16 listopada 2019    | elim. EURO 2020 | 2:1                         | [ 16 ]   |
| 16 | Słowenia             | Warszawa           | 19 listopada 2019    | elim. EURO 2020 | 3:2                         | [ 17 ]   |
| 17 | Holandia             | Amsterdam          | 4 września 2020      | LN 2020/21      | 0:1                         | [ 18 ]   |
| 18 | Bośnia i Hercegowina | Zenica             | 7 września 2020      | LN 2020/21      | 2:1                         | [ 19 ]   |
| 19 | Finlandia            | Gdańsk             | 7 października 2020  | mecz towarzyski | 5:1                         | [ 20 ]   |
| 20 | Włochy               | Gdańsk             | 11 października 2020 | LN 2020/21      | 0:0                         | [ 21 ]   |
| 21 | Bośnia i Hercegowina | Wrocław            | 14 października 2020 | LN 2020/21      | 3:0                         | [ 22 ]   |
| 22 | Ukraina              | Chorzów            | 11 listopada 2020    | mecz towarzyski | 2:0                         | [ 23 ]   |
| 23 | Włochy               | Reggio nell’Emilia | 15 listopada 2020    | LN 2020/21      | 0:2                         | [ 24 ]   |
| 24 | Holandia             | Chorzów            | 18 listopada 2020    | LN 2020/21      | 1:2                         | [ 25 ]   |

## Bilans
|                 | zwycięstwa | remisy | porażki |
| ogółem          | 12         | 5      | 7       |
| dom             | 7          | 3      | 4       |
| wyjazd          | 5          | 2      | 3       |
| neutralny teren | -          | -      | –       |

|                 | strzelone | stracone |
| ogółem          | 36        | 20       |
| dom             | 25        | 11       |
| wyjazd          | 11        | 9        |
| neutralny teren | -         | –        |

|      | zwycięstwa | remisy | porażki |
| 2018 | 0          | 3      | 3       |
| 2019 | 8          | 1      | 1       |
| 2020 | 4          | 1      | 3       |

|      | strzelone | stracone |
| 2018 | 5         | 8        |
| 2019 | 18        | 5        |
| 2020 | 13        | 7        |

## Strzelcy
| Lp | Piłkarz               | Gole |
| -- | --------------------- | ---- |
| 1. | Robert Lewandowski    | 8    |
| 2. | Krzysztof Piątek      | 7    |
| 3. | Kamil Grosicki        | 5    |
| 4. | Arkadiusz Milik       | 3    |
| 5. | Kamil Glik            | 2    |
| 6. | Jakub Błaszczykowski  | 1    |
| 6. | Przemysław Frankowski | 1    |
| 6. | Jacek Góralski        | 1    |
| 6. | Kamil Jóźwiak         | 1    |
| 6. | Damian Kądzior        | 1    |
| 6. | Mateusz Klich         | 1    |
| 6. | Grzegorz Krychowiak   | 1    |
| 6. | Karol Linetty         | 1    |
| 6. | Jakub Moder           | 1    |
| 6. | Sebastian Szymański   | 1    |
| 6. | Piotr Zieliński       | 1    |

## Występy piłkarzy w kadrze za kadencji Jerzego Brzęczka
| Lp         | Piłkarz               | Data urodzenia       | Występy   | Bramki    | Kartki żółte/czerwone | Ogólna liczba meczów w kadrze (bramki) |
| Bramkarze  | Bramkarze             | Bramkarze            | Bramkarze | Bramkarze | Bramkarze             | Bramkarze                              |
| ---------- | --------------------- | -------------------- | --------- | --------- | --------------------- | -------------------------------------- |
| 1.         | Bartłomiej Drągowski  | 19 sierpnia 1997     | 1         | 0         | 0                     | 1                                      |
| 2.         | Łukasz Fabiański      | 18 kwietnia 1985     | 9         | 0         | 1/0                   | 55                                     |
| 3.         | Rafał Gikiewicz٭      | 26 października 1987 | 0         | 0         | 0                     | 0                                      |
| 4.         | Radosław Majecki٭     | 16 listopada 1999    | 0         | 0         | 0                     | 0                                      |
| 5.         | Łukasz Skorupski      | 5 maja 1991          | 2         | 0         | 0                     | 4                                      |
| 6.         | Wojciech Szczęsny     | 18 kwietnia 1990     | 12        | 0         | 0                     | 49                                     |
| Obrońcy    |                       |                      |           |           |                       |                                        |
| 1.         | Jan Bednarek          | 12 kwietnia 1996     | 20        | 0         | 7/0                   | 27 (1)                                 |
| 2.         | Bartosz Bereszyński   | 12 czerwca 1992      | 17        | 0         | 3/0                   | 28                                     |
| 3.         | Paweł Bochniewicz     | 30 stycznia 1996     | 2         | 0         | 0                     | 2                                      |
| 4.         | Thiago Cionek         | 21 kwietnia 1986     | 1         | 0         | 1/0                   | 21                                     |
| 5.         | Alan Czerwiński       | 2 lutego 1993        | 1         | 0         | 0                     | 1                                      |
| 6.         | Adam Dźwigała٭        | 25 września 1995     | 0         | 0         | 0                     | 0                                      |
| 7.         | Kamil Glik            | 3 lutego 1988        | 19        | 2         | 2/0                   | 79 (6)                                 |
| 8.         | Robert Gumny          | 4 czerwca 1998       | 1         | 0         | 0                     | 1                                      |
| 9.         | Artur Jędrzejczyk     | 4 listopada 1987     | 3         | 0         | 0                     | 40 (3)                                 |
| 10.        | Marcin Kamiński       | 15 stycznia 1992     | 2         | 0         | 0                     | 7                                      |
| 11.        | Michał Karbownik      | 13 marca 2001        | 3         | 0         | 0                     | 3                                      |
| 12.        | Tomasz Kędziora       | 11 czerwca 1994      | 18        | 0         | 3/0                   | 21                                     |
| 13.        | Hubert Matynia٭       | 4 listopada 1995     | 0         | 0         | 0                     | 0                                      |
| 14.        | Paweł Olkowski        | 13 lutego 1990       | 0         | 0         | 0                     | 13                                     |
| 15.        | Michał Pazdan         | 21 września 1987     | 3         | 0         | 0                     | 38                                     |
| 16.        | Rafał Pietrzak        | 30 stycznia 1992     | 3         | 0         | 0                     | 3                                      |
| 17.        | Łukasz Piszczek       | 3 czerwca 1985       | 1         | 0         | 0                     | 66 (3)                                 |
| 18.        | Arkadiusz Reca        | 17 czerwca 1995      | 12        | 0         | 2/0                   | 12                                     |
| 19.        | Maciej Rybus          | 19 sierpnia 1989     | 5         | 0         | 0                     | 58 (2)                                 |
| 20.        | Sebastian Walukiewicz | 5 kwietnia 2000      | 3         | 0         | 0                     | 3                                      |
| Pomocnicy  |                       |                      |           |           |                       |                                        |
| 1.         | Krystian Bielik       | 4 stycznia 1998      | 3         | 0         | 1/0                   | 3                                      |
| 2.         | Jakub Błaszczykowski  | 14 grudnia 1985      | 8         | 1         | 1/0                   | 108 (21)                               |
| 3.         | Przemysław Frankowski | 12 kwietnia 1995     | 9         | 1         | 1/0                   | 10 (1)                                 |
| 4.         | Dominik Furman        | 6 lipca 1992         | 1         | 0         | 0                     | 3                                      |
| 5.         | Jacek Góralski        | 21 września 1992     | 10        | 1         | 3/1                   | 17 (1)                                 |
| 6.         | Kamil Grosicki        | 8 czerwca 1988       | 20        | 5         | 0                     | 80 (17)                                |
| 7.         | Kamil Jóźwiak         | 22 kwietnia 1998     | 9         | 1         | 2/0                   | 9 (1)                                  |
| 8.         | Damian Kądzior        | 16 czerwca 1992      | 6         | 1         | 0                     | 6 (1)                                  |
| 9.         | Jakub Kamiński*       | 5 czerwca 2002       | 0         | 0         | 0                     | 0                                      |
| 10.        | Mateusz Klich         | 13 czerwca 1990      | 20        | 1         | 6/0                   | 30 (2)                                 |
| 11.        | Grzegorz Krychowiak   | 29 stycznia 1990     | 21        | 1         | 6/0                   | 75 (4)                                 |
| 12.        | Rafał Kurzawa         | 29 stycznia 1993     | 3         | 0         | 0                     | 7                                      |
| 13.        | Karol Linetty         | 2 lutego 1995        | 10        | 1         | 0                     | 30 (2)                                 |
| 14.        | Maciej Makuszewski٭   | 29 września 1989     | 0         | 0         | 0                     | 5                                      |
| 15.        | Jakub Moder           | 7 kwietnia 1999      | 6         | 1         | 0                     | 6 (1)                                  |
| 16.        | Przemysław Płacheta   | 23 marca 1998        | 2         | 0         | 0                     | 2                                      |
| 17.        | Taras Romanczuk٭      | 14 listopada 1991    | 0         | 0         | 0                     | 1                                      |
| 18.        | Damian Szymański      | 16 czerwca 1995      | 4         | 0         | 0                     | 4                                      |
| 19.        | Sebastian Szymański   | 10 maja 1999         | 10        | 1         | 1/0                   | 10 (1)                                 |
| 20.        | Piotr Zieliński       | 20 maja 1994         | 20        | 1         | 0                     | 56 (6)                                 |
| 21.        | Szymon Żurkowski٭     | 25 września 1997     | 0         | 0         | 0                     | 0                                      |
| Napastnicy |                       |                      |           |           |                       |                                        |
| 1.         | Adam Buksa٭           | 12 lipca 1996        | 0         | 0         | 0                     | 0                                      |
| 2.         | Dawid Kownacki        | 14 marca 1997        | 2         | 0         | 0                     | 6 (1)                                  |
| 3.         | Robert Lewandowski    | 21 sierpnia 1988     | 18        | 8         | 0                     | 116 (63)                               |
| 4.         | Arkadiusz Milik       | 28 lutego 1994       | 15        | 3         | 1/0                   | 56 (15)                                |
| 5.         | Krzysztof Piątek      | 1 lipca 1995         | 15        | 7         | 2/0                   | 15 (7)                                 |

٭ – piłkarze powołani przynajmniej na jedno zgrupowanie, którzy nie rozegrali żadnego meczu

## Szczegóły
| 7 września 2018 20:45 CEST | Włochy · Jorginho 78' (k) | 1:1(1:1) | Polska · 40' Piotr Zieliński | Bolonia, Stadio Renato Dall'Ara Widzów: 24 000 Sędzia: Felix Zwayer (Niemcy) |
|                            |                           |          |                              |                                                                              |

Włochy: Gianluigi Donnarumma - Davide Zappacosta, Leonardo Bonucci, Giorgio Chiellini, Cristiano Biraghi - Lorenzo Pellegrini (46. Giacomo Bonaventura), Jorginho, Roberto Gagliardini - Federico Bernardeschi, Mario Balotelli (62. Andrea Belotti), Lorenzo Insigne (71. Federico Chiesa).

Polska: Łukasz Fabiański - Bartosz Bereszyński, Kamil Glik, Jan Bednarek, Arkadiusz Reca - Jakub Błaszczykowski (80. Rafał Pietrzak), Grzegorz Krychowiak, Mateusz Klich (56. Damian Szymański), Piotr Zieliński (66. Karol Linetty), Rafał Kurzawa - Robert Lewandowski.
| 11 września 2018 20:45 CEST | Polska · Mateusz Klich 87' | 1:1(0:0) | Irlandia · 53' Aiden O’Brien | Wrocław, Stadion Wrocław Widzów: 25 455 Sędzia: Boris Marhefka (Słowacja) |
|                             |                            |          |                              |                                                                           |

Polska: Wojciech Szczęsny – Tomasz Kędziora, Kamil Glik (61. Jan Bednarek, Marcin Kamiński, Arkadiusz Reca (72. Rafał Pietrzak) – Jakub Błaszczykowski (81. Przemysław Frankowski), Grzegorz Krychowiak (73. Damian Szymański), Karol Linetty, Rafał Kurzawa (46. Damian Kądzior) – Arkadiusz Milik, Krzysztof Piątek (61. Mateusz Klich).

Irlandia: Darren Randolph – Cyrus Christie (54. Matt Doherty), Richard Keogh, John Egan, Kevin Long, Enda Stevens, Jeff Hendrick (54. David Meyler), Shaun Williams (73. Conor Hourihane), Callum O’Dowda (90. Alan Judge), Callum Robinson (63. Graham Burke), Aiden O’Brien (81. Daryl Horgan).
| 11 października 2018 20:45 CEST | Polska · Krzysztof Piątek 18' · Jakub Błaszczykowski 77' | 2:3(1:2) | Portugalia · 31' André Silva · 42' (sam.) Kamil Glik · 52' Bernardo Silva | Chorzów, Stadion Śląski Widzów: 48 783 Sędzia: Carlos del Cerro Grande (Hiszpania) |
|                                 |                                                          |          |                                                                           |                                                                                    |

Polska: Łukasz Fabiański – Bartosz Bereszyński (46. Tomasz Kędziora), Kamil Glik, Jan Bednarek, Artur Jędrzejczyk – Mateusz Klich (63. Jakub Błaszczykowski), Grzegorz Krychowiak, Piotr Zieliński, Rafał Kurzawa (64. Kamil Grosicki) – Krzysztof Piątek, Robert Lewandowski.

Portugalia: Rui Patrício – João Cancelo, Pepe, Rúben Dias, Mário Rui – Rúben Neves, Pizzi (75. Renato Sanches), William Carvalho – Bernardo Silva (90. Bruno Fernandes), André Silva, Rafa Silva (85. Danilo Pereira).
| 14 października 2018 20:45 CEST | Polska | 0:1(0:0) | Włochy · 90+2' Cristiano Biraghi | Chorzów, Stadion Śląski Widzów: 41 692 Sędzia: Damir Skomina (Słowenia) |
|                                 |        |          |                                  |                                                                         |

Polska: Wojciech Szczęsny – Bartosz Bereszyński, Kamil Glik, Jan Bednarek, Arkadiusz Reca (87. Artur Jędrzejczyk) – Damian Szymański (46. Kamil Grosicki), Jacek Góralski, Karol Linetty (46. Jakub Błaszczykowski) – Robert Lewandowski, Piotr Zieliński, Arkadiusz Milik.

Włochy: Gianluigi Donnarumma – Alessandro Florenzi (84. Cristiano Piccini), Leonardo Bonucci, Giorgio Chiellini, Cristiano Biraghi – Marco Verratti, Jorginho, Nicolò Barella – Federico Bernardeschi (81. Kevin Lasagna), Lorenzo Insigne, Federico Chiesa.
| 15 listopada 2018 18:00 CET | Polska | 0:1(0:0) | Czechy · 52' Jakub Jankto | Gdańsk, Stadion Energa Gdańsk Widzów: 34 783 Sędzia: Stephan Klossner (Szwajcaria) |
|                             |        |          |                           |                                                                                    |

Polska:  Łukasz Skorupski – Tomasz Kędziora, Jan Bednarek, Marcin Kamiński, Bartosz Bereszyński – Przemysław Frankowski (63. Jakub Błaszczykowski), Piotr Zieliński (69. Damian Kądzior), Grzegorz Krychowiak, Mateusz Klich, Kamil Grosicki (78. Arkadiusz Milik) – Robert Lewandowski.

Czechy: Jiří Pavlenka – Pavel Kadeřábek, Ondřej Čelůstka, Jakub Brabec (46. Tomáš Kalas), Filip Novák – Bořek Dočkal (89. Michal Trávník), Tomáš Souček (46. Vladimír Darida), David Pavelka – Matěj Vydra (66. Theodor Gebre Selassie), Patrik Schick (78. Martin Doležal), Jakub Jankto (66. Jiří Skalák).
| 20 listopada 2018 20:45 CET | Portugalia · André Silva 34' · Danilo Pereira 63' | 1:1(1:0) | Polska · 66' (k) Arkadiusz Milik | Guimarães, Estádio D. Afonso Henriques Widzów: 29 917 Sędzia: Siergiej Karasiow (Rosja) |
|                             |                                                   |          |                                  |                                                                                         |

Portugalia: Beto – João Cancelo, Pepe, Rúben Dias, Kévin Rodrigues – Renato Sanches, Danilo Pereira, William Carvalho, Raphaël Guerreiro (61. João Mário) – André Silva (87. Éder), Rafa Silva (70. Bruma).

Polska: Wojciech Szczęsny – Tomasz Kędziora, Thiago Cionek, Jan Bednarek, Bartosz Bereszyński – Kamil Grosicki (79. Damian Kądzior), Mateusz Klich (75. Jacek Góralski), Grzegorz Krychowiak, Piotr Zieliński (90. Damian Szymański), Przemysław Frankowski – Arkadiusz Milik.
| 21 marca 2019 20:45 CET | Austria | 0:1(0:0) | Polska · 68' Krzysztof Piątek | Wiedeń, Ernst-Happel-Stadion Widzów: 40 400 Sędzia: Anastasios Sidiropulos (Grecja) |
|                         |         |          |                               |                                                                                     |

Austria: Heinz Lindner – Stefan Lainer, Aleksandar Dragović, Martin Hinteregger, Maximilian Wöber – Valentino Lazaro (81. Marc Janko), Julian Baumgartlinger, Florian Grillitsch (84. Karim Onisiwo), Marcel Sabitzer, David Alaba – Marko Arnautović.

Polska: Wojciech Szczęsny – Tomasz Kędziora, Kamil Glik, Jan Bednarek, Bartosz Bereszyński – Kamil Grosicki (90. Michał Pazdan), Mateusz Klich, Grzegorz Krychowiak, Arkadiusz Milik (46. Przemysław Frankowski), Piotr Zieliński, (59. Krzysztof Piątek) – Robert Lewandowski.
| 24 marca 2019 20:45 CET | Polska · Robert Lewandowski 76' · Kamil Glik 84' | 2:0(0:0) | Łotwa | Warszawa, Stadion Narodowy Widzów: 51 112 Sędzia: Əliyar Ağayev (Azerbejdżan) |
|                         |                                                  |          |       |                                                                               |

Polska: Wojciech Szczęsny – Tomasz Kędziora, Kamil Glik, Michał Pazdan, Arkadiusz Reca – Kamil Grosicki (83. Przemysław Frankowski), Grzegorz Krychowiak, Mateusz Klich (62. Jakub Błaszczykowski), Piotr Zieliński – Krzysztof Piątek (87. Arkadiusz Milik), Robert Lewandowski

Łotwa: Pāvels Šteinbors – Roberts Savaļnieks (79. Vladislavs Gabovs), Kaspars Dubra, Mārcis Ošs, Vitālijs Maksimenko – Jānis Ikaunieks, Oļegs Laizāns, Vjačeslavs Isajevs, Deniss Rakels, Artūrs Karašausks (85. Kristers Tobers) – Vladislavs Gutkovskis (70. Roberts Uldriķis)
| 7 czerwca 2019 20:45 CEST | Macedonia Północna · Wisar Musliu 66', 85' | 0:1(0:1) | Polska · 47' Krzysztof Piątek | Skopje, Nacionałna Arena „Tosze Proeski” Widzów: 25 000 Sędzia: Gianluca Rocchi (Włochy) |
|                           |                                            |          |                               |                                                                                          |

Macedonia Północna: Stołe Dimitriewski – Egzon Bejtułai, Darko Wełkowski, Wisar Musliu – Stefan Ristowski (76. Arijan Ademi), Enis Bardhi, Boban Nikołow (62. Aleksandar Trajkowski), Elif Ełmas, Ezǵan Alioski – Goran Pandew (85. Ferhan Hasani), Ilija Nestorowski.

Polska: Łukasz Fabiański – Tomasz Kędziora, Kamil Glik, Jan Bednarek, Bartosz Bereszyński – Przemysław Frankowski (46. Krzysztof Piątek), Mateusz Klich (90. Jacek Góralski), Grzegorz Krychowiak, Piotr Zieliński, Kamil Grosicki (70. Maciej Rybus) – Robert Lewandowski.
| 10 czerwca 2019 20:45 CEST | Polska · Krzysztof Piątek 35' · Robert Lewandowski 56' (k) · Kamil Grosicki 58' · Damian Kądzior 84' | 4:0(1:0) | Izrael | Warszawa, Stadion Narodowy Widzów: 57 229 Sędzia: Tobias Stieler (Niemcy) |
|                            | |          |        |                                                                           |

Polska: Łukasz Fabiański – Tomasz Kędziora, Kamil Glik, Jan Bednarek, Bartosz Bereszyński – Piotr Zieliński, Mateusz Klich (75. Jacek Góralski), Grzegorz Krychowiak, Kamil Grosicki (77. Damian Kądzior) – Krzysztof Piątek (73. Arkadiusz Milik), Robert Lewandowski.

Izrael: Ari’el Harusz – Eli Dasa, Lo’aj Taha, Szeran Jeni, Nir Biton (82. Hatem Abd al-Hamid), Omri Ben Harusz – Dor Perec, Manor Solomon (72. Dia Saba), Bibras Natcho, Beram Kajal (57. Jonatan Kohen) – Eran Zahawi.
| 6 września 2019 20:45 CEST | Słowenia · 35' Aljaž Struna · 65' Andraž Šporar | 2:0(1:0) | Polska | Lublana, Stadion Stožice Widzów: 15 231 Sędzia: Siergiej Karasiow (Rosja) |
|                            |                                                 |          |        |                                                                           |

Słowenia:  Jan Oblak – Petar Stojanović, Aljaž Struna, Miha Mevlja, Jure Balkovec – Roman Bezjak, Rene Krhin, Jasmin Kurtić, Josip Iličić, Benjamin Verbič (62. Domen Črnigoj; 90. Robert Berić) – Andraž Šporar (85. Denis Popovič)

Polska: Łukasz Fabiański – Tomasz Kędziora, Michał Pazdan, Jan Bednarek, Bartosz Bereszyński – Piotr Zieliński, Mateusz Klich (70. Krystian Bielik), Grzegorz Krychowiak, Kamil Grosicki (70. Jakub Błaszczykowski) – Krzysztof Piątek (76. Dawid Kownacki), Robert Lewandowski
| 9 września 2019 20:45 CEST | Polska | 0:0(0:0) | Austria | Warszawa, Stadion Narodowy Widzów: 56 788 Sędzia: Viktor Kassai (Węgry) |
|                            |        |          |         |                                                                         |

Polska: Łukasz Fabiański – Tomasz Kędziora, Kamil Glik, Jan Bednarek, Bartosz Bereszyński – Piotr Zieliński, Grzegorz Krychowiak, Krystian Bielik, Dawid Kownacki (58. Jakub Błaszczykowski; 77. Mateusz Klich), Kamil Grosicki (70. Sebastian Szymański) – Robert Lewandowski.

Austria: Cican Stankovic – Stefan Lainer, Aleksandar Dragović, Stefan Posch, Andreas Ulmer – Valentino Lazaro (77. Stefan Ilsanker), Julian Baumgartlinger, Konrad Laimer (89. Michael Gregoritsch), Marcel Sabitzer, David Alaba – Marko Arnautović.
| 10 października 2019 20:45 CEST | Łotwa | 0:3(0:2) | Polska · 9', 13', 76' Robert Lewandowski | Ryga, Stadion Daugava Widzów: 7107 Sędzia: Halis Özkahya (Turcja) |
|                                 |       |          |                                          |                                                                   |

Łotwa: Andris Vaņins – Ritvars Rugins, Mārcis Ošs, Kaspars Dubra, Vitālijs Jagodinskis, Vitālijs Maksimenko – Mārtiņš Ķigurs (86. Andrejs Cigaņiks), Oļegs Laizāns (72. Kristers Tobers), Deniss Rakels (72. Artūrs Karašausks),  Jānis Ikaunieks – Vladislavs Gutkovskis.

Polska: Wojciech Szczęsny – Tomasz Kędziora, Kamil Glik, Jan Bednarek, Maciej Rybus (80. Arkadiusz Reca) – Sebastian Szymański, Grzegorz Krychowiak, Mateusz Klich (60. Krzysztof Piątek), Piotr Zieliński, Kamil Grosicki (77. Przemysław Frankowski) – Robert Lewandowski.
| 13 października 2019 20:45 CEST | Polska · Przemysław Frankowski 74' · Arkadiusz Milik 80' | 2:0(0:0) | Macedonia Północna | Warszawa, Stadion Narodowy Widzów: 52 894 Sędzia: Antonio Mateu Lahoz (Hiszpania) |
|                                 |                                                          |          |                    |                                                                                   |

Polska: Wojciech Szczęsny – Bartosz Bereszyński, Kamil Glik, Jan Bednarek, Arkadiusz Reca – Sebastian Szymański (68. Arkadiusz Milik), Jacek Góralski, Grzegorz Krychowiak, Piotr Zieliński (90. Krzysztof Piątek), Kamil Grosicki (73. Przemysław Frankowski) – Robert Lewandowski.

Macedonia Północna: Stołe Dimitriewski – Stefan Ristowski (81. Marjan Radeski), Wisar Musliu, Kire Ristewski – Egzon Bejtułai, Boban Nikołow (88. Ǵorǵi Stoiłow), Stefan Spirowski, Elif Ełmas, Ezǵan Alioski – Goran Pandew, Ilija Nestorowski (73. Aleksandar Trajkowski).
| 16 listopada 2019 20:45 CET | Izrael · Munis Dabbur 88' | 1:2(0:1) | Polska · 4' Grzegorz Krychowiak · 54' Krzysztof Piątek | Jerozolima, Stadion Teddy Widzów: 16 700 Sędzia: Mattias Gestranius (Finlandia) |
|                             |                           |          |                                                        |                                                                                 |

Izrael: Ofir Marciano – Lo’aj Taha (43. Dolew Haziza), Etan Tibi, Nir Biton – Eli Dasa, Dan Glazer, Bibras Natcho, Biram Kayal (79. Ilay Elmkies), Omri Ben Harusz (65. Sun Menachem) – Munis Dabbur, Eran Zahawi.

Polska: Wojciech Szczęsny – Tomasz Kędziora, Kamil Glik, Jan Bednarek, Arkadiusz Reca – Przemysław Frankowski, Krystian Bielik, Grzegorz Krychowiak (84. Dominik Furman), Piotr Zieliński, Sebastian Szymański (63. Robert Lewandowski) – Krzysztof Piątek (70. Mateusz Klich).
| 19 listopada 2019 20:45 CEST | Polska · Sebastian Szymański 3' · Robert Lewandowski 54' · Jacek Góralski 81' | 3:2(1:1) | Słowenia · 14' Tim Matavž · 61' Josip Iličić · 2', 86' Jasmin Kurtić | Warszawa, Stadion Narodowy Widzów: 53 946 Sędzia: Daniel Siebert (Niemcy) |
|                              |                                                                               |          |                                                                      |                                                                           |

Polska: Wojciech Szczęsny – Łukasz Piszczek (45+3. Tomasz Kędziora), Kamil Glik (7. Artur Jędrzejczyk), Jan Bednarek, Arkadiusz Reca – Sebastian Szymański (86. Kamil Jóźwiak), Jacek Góralski, Grzegorz Krychowiak, Piotr Zieliński, Kamil Grosicki – Robert Lewandowski.

Słowenia: Jan Oblak – Petar Stojanović, Miha Blažič, Miha Mevlja, Jure Balkovec – Josip Iličić, Rene Krhin, Jasmin Kurtić, Jaka Bijol (72. Miha Zajc), Benjamin Verbič (86. Rajko Rep) – Tim Matavž (89. Haris Vučkić).
| 4 września 2020 20:45 CEST | Holandia · Steven Bergwijn 61' | 1:0(0:0) | Polska | Amsterdam, Johan Cruyff ArenA Widzów: bez udziału publiczności Sędzia: Georgi Kabakow (Bułgaria) |
|                            |                                |          |        |                                                                                                  |

Holandia: Jasper Cillessen - Hans Hateboer, Joël Veltman, Virgil van Dijk, Nathan Aké - Marten de Roon, Georginio Wijnaldum, Frenkie de Jong - Steven Bergwijn (74. Donny van de Beek), Memphis Depay, Quincy Promes (90. Luuk de Jong).

Polska: Wojciech Szczęsny - Tomasz Kędziora, Kamil Glik, Jan Bednarek, Bartosz Bereszyński - Sebastian Szymański, Grzegorz Krychowiak, Mateusz Klich, Piotr Zieliński (77. Jakub Moder), Kamil Jóźwiak (71. Kamil Grosicki) - Krzysztof Piątek (63. Arkadiusz Milik)
| 7 września 2020 20:45 CEST | Bośnia i Hercegowina · Haris Hajradinović 24' (k) | 1:2(1:1) | Polska · 45' Kamil Glik · 67' Kamil Grosicki | Zenica, Bilino Polje Widzów: bez udziału publiczności Sędzia: Cüneyt Çakır (Turcja) |
|                            |                                                   |          |                                              |                                                                                     |

Bośnia i Hercegowina: Asmir Begović - Zoran Kvržić, Ermin Bičakčić, Siniša Saničanin, Eldar Ćivić (82. Deni Milošević) - Armin Hodžić, Amir Hadžiahmetović, Muhamed Bešić (60. Edin Džeko), Haris Hajradinović, Amer Gojak (46. Edin Višća) - Elvir Koljić.

Polska: Łukasz Fabiański - Tomasz Kędziora, Kamil Glik, Jan Bednarek, Maciej Rybus - Kamil Jóźwiak, Jacek Góralski, Grzegorz Krychowiak (68. Mateusz Klich), Piotr Zieliński (85. Karol Linetty), Kamil Grosicki (80. Sebastian Szymański) - Arkadiusz Milik.
| 7 października 2020 20:45 CEST | Polska · Kamil Grosicki 9', 18', 38' · Krzysztof Piątek 53' · Arkadiusz Milik 87' | 5:1(3:0) | Finlandia · 68' Ilmari Niskanen | Gdańsk, Stadion Energa Gdańsk Widzów: 3200 Sędzia: Michal Očenáš (Słowacja) |
|                                |                                                                                   |          |                                 |                                                                             |

Polska: Bartłomiej Drągowski - Bartosz Bereszyński (62. Alan Czerwiński), Jan Bednarek, Sebastian Walukiewicz (46. Paweł Bochniewicz), Michał Karbownik - Damian Kądzior (82. Kamil Jóźwiak), Jakub Moder (61. Grzegorz Krychowiak), Karol Linetty, Arkadiusz Milik, Kamil Grosicki (62. Rafał Pietrzak) - Krzysztof Piątek (72. Mateusz Klich).

Finlandia: Jesse Joronen - Nikolai Alho, Leo Väisänen, Juhani Ojala, Daniel O’Shaughnessy (46. Jere Uronen), Juha Pirinen (46. Robert Taylor) - Rasmus Schüller, Thomas Lam (46. Ilmari Niskanen), Joni Kauko (62. Glen Kamara) - Fredrik Jensen (82. Pyry Soiri), Joel Pohjanpalo (62. Rasmus Karjalainen).
| 11 października 2020 20:45 CEST | Polska | 0:0(0:0) | Włochy | Gdańsk, Stadion Energa Gdańsk Widzów: 9200 Sędzia: José María Sánchez Martínez (Hiszpania) |
|                                 |        |          |        |                                                                                            |

Polska: Łukasz Fabiański - Tomasz Kędziora, Kamil Glik, Sebastian Walukiewicz, Bartosz Bereszyński - Sebastian Szymański (60. Kamil Grosicki), Grzegorz Krychowiak, Jakub Moder, Mateusz Klich (71. Arkadiusz Milik), Kamil Jóźwiak (83. Michał Karbownik) - Robert Lewandowski (82. Karol Linetty).

Włochy: Gianluigi Donnarumma - Alessandro Florenzi, Leonardo Bonucci, Francesco Acerbi, Emerson Palmieri - Nicolò Barella (79. Manuel Locatelli), Jorginho, Marco Verratti - Federico Chiesa (70. Moise Kean), Andrea Belotti (83. Francesco Caputo), Lorenzo Pellegrini (83. Domenico Berardi).
| 14 października 2020 20:45 CEST | Polska · Robert Lewandowski 40', 51' · Karol Linetty 53' | 3:0(2:0) | Bośnia i Hercegowina · 14' Anel Ahmedhodžić | Wrocław, Stadion Wrocław Widzów: 8152 Sędzia: Craig Pawson (Anglia) |
|                                 |                                                          |          |                                             |                                                                     |

Polska: Wojciech Szczęsny - Tomasz Kędziora (72. Bartosz Bereszyński), Kamil Glik, Jan Bednarek, Arkadiusz Reca - Kamil Jóźwiak (72. Michał Karbownik), Jacek Góralski, Karol Linetty, Mateusz Klich (64. Krzysztof Piątek),  Kamil Grosicki (64. Damian Kądzior) - Robert Lewandowski (58. Arkadiusz Milik).

Bośnia i Hercegowina: Ibrahim Šehić - Branimir Cipetić, Anel Ahmedhodžić, Siniša Saničanin, Sead Kolašinac - Edin Višća (58. Amer Gojak), Miralem Pjanić (33. Dennis Hadžikadunić), Gojko Cimirot, Amir Hadžiahmetović (74. Haris Hajradinović), Rade Krunić (73. Deni Milošević) - Edin Džeko (58. Smail Prevljak).
| 11 listopada 2020 20:45 CET | Polska · Krzysztof Piątek 40' · Jakub Moder 62' | 2:0(1:0) | Ukraina · 12' (k) Andrij Jarmołenko | Chorzów, Stadion Śląski Widzów: bez udziału publiczności Sędzia: Manuel Schüttengrubern (Austria) |
|                             |                                                 |          |                                     |                                                                                                   |

Polska: Łukasz Skorupski - Robert Gumny (78. Bartosz Bereszyński), Sebastian Walukiewicz, Paweł Bochniewicz, Maciej Rybus (79. Arkadiusz Reca) - Przemysław Płacheta (83. Sebastian Szymański), Mateusz Klich, Jacek Góralski (62. Karol Linetty), Piotr Zieliński (46. Kamil Jóźwiak) - Arkadiusz Milik (62. Jakub Moder), Krzysztof Piątek.

Ukraina: Andrij Łunin - Juchym Konopla (63. Wałerij Bondar), Serhij Krywcow, Mykoła Matwijenko, Bohdan Mychajliczenko - Wiktor Kowałenko (76. Serhij Sydorczuk), Jewhenij Makarenko, Ołeksandr Zinczenko (56. Ihor Charatin) - Andrij Jarmołenko (46. Marlos), Roman Jaremczuk (46. Júnior Moraes), Ołeksandr Zubkow (46. Wiktor Cyhankow).
| 15 listopada 2020 20:45 CET | Włochy · Jorginho 27' (k) · Domenico Berardi 83' | 2:0(1:0) | Polska · 62', 77' Jacek Góralski | Reggio nell’Emilia, Mapei Stadium Widzów: bez udziału publiczności Sędzia: Clément Turpin (Francja) |
|                             |                                                  |          |                                  | |

Włochy: Gianluigi Donnarumma - Alessandro Florenzi (89. Giovanni Di Lorenzo), Francesco Acerbi, Alessandro Bastoni, Emerson Palmieri - Nicolò Barella, Jorginho, Manuel Locatelli - Federico Bernardeschi (64. Domenico Berardi), Andrea Belotti (79. Stefano Okaka), Lorenzo Insigne (90. Stephan El Shaarawy).

Polska: Wojciech Szczęsny - Bartosz Bereszyński, Kamil Glik, Jan Bednarek, Arkadiusz Reca - Sebastian Szymański (46. Piotr Zieliński), Grzegorz Krychowiak, Jakub Moder (46. Jacek Góralski), Karol Linetty (74. Arkadiusz Milik), Kamil Jóźwiak (46. Kamil Grosicki) - Robert Lewandowski.
| 18 listopada 2020 20:45 CET | Polska · Kamil Jóźwiak 6' | 1:2(1:0) | Holandia · 77' (k) Memphis Depay · 84' Georginio Wijnaldum | Chorzów, Stadion Śląski Widzów: bez udziału publiczności Sędzia: Orel Grinfeld (Izrael) |
|                             |                           |          |                                                            |                                                                                         |

Polska: Łukasz Fabiański – Tomasz Kędziora, Kamil Glik, Jan Bednarek, Arkadiusz Reca (81. Maciej Rybus) - Przemysław Płacheta (75. Kamil Grosicki), Mateusz Klich, Grzegorz Krychowiak (71. Karol Linetty), Piotr Zieliński (71. Jakub Moder), Kamil Jóźwiak – Robert Lewandowski (46. Krzysztof Piątek).

Holandia: Tim Krul – Hans Hateboer, Stefan de Vrij, Daley Blind (84. Luuk de Jong), Patrick van Aanholt (70. Owen Wijndal)  - Davy Klaassen (70. Donny van de Beek), Georginio Wijnaldum, Frenkie de Jong - Calvin Stengs (70. Steven Berghuis), Memphis Depay, Donyell Malen.